# Gabriel Romanow
Gabriel Konstantynowicz Romanow (ros. Гавриил Константинович, ur. 3 lipca?/15 lipca 1887 w Pawłowsku, zm. 28 lutego 1955 w Paryżu) – rosyjski książę krwi imperatorskiej, syn wielkiego księcia Konstantego i jego żony Elżbiety, księżniczki altenburskiej.

## Życiorys
Od dzieciństwa był słabego zdrowia, często chorował. W latach 1900–1905 uczył się w Moskiewskim Korpusie Kadetów, potem wstąpił do Nikołajewskiej Szkoły Kawalerii, którą ukończył w 1907 i został młodszym oficerem szwadronu, 1909–1912 przerwał służbę z powodu choroby. Następnie uczył się w liceum, 1912–1913 był oficerem carskiej świty, później uczestniczył w I wojnie światowej, w 1915 został sztabs-rotmistrzem, a w 1916 rotmistrzem i wkrótce pułkownikiem, 28 kwietnia 1917 zwolniono go ze służby z powodu choroby. 15 sierpnia 1918 został aresztowany przez Czekę i na miesiąc uwięziony, zwolniono go dzięki staraniom żony Antoniny. Pozwolono mu na wyjazd z Rosji, udał się na emigrację do Finlandii, potem do Francji, od 1920 mieszkał w Paryżu. Utrzymywał się z gry w brydża, jego żona prowadziła lekcje tańca i otworzyła dom mody, dorabiając szyciem.

## Odznaczenia
- Order Świętego Andrzeja Apostoła Pierwszego Powołania (1907)
- Order Świętego Aleksandra Newskiego (1907)
- Order Orła Białego (1907)
- Order Świętej Anny I klasy (1907)
- Order Świętego Stanisława I klasy (1907)
- Order Świętego Włodzimierza IV klasy z Mieczami i Kokardą (1914)
- Order Świętej Anny IV klasy (1914)
- Order Świętego Stanisława III klasy z Mieczami i Kokardą (1914)
- Order Ernestyński (Saksonia-Altenburg, 1909)
- Order Gwiazdy Jerzego Czarnego (Królestwo Serbów, Chorwatów i Słoweńców, 1911)
- Order Zbawiciela (Królestwo Grecji, 1912)

I medale.